# Mancini (futbolista)
Alessandro Faiolhe Amantino (pronunciación en portugués: /ɐlɨˈsɐ̃dɾu faˈjɔʎi ɐmɐ̃ˈtʃinu/; Ipatinga, Brasil, 1 de agosto de 1980), más conocido deportivamente como Mancini, es un exfutbolista brasileño que jugaba en la posición de extremo. 
Se destacó en Italia, en los clubes Roma e Inter de Milán, clubes en el que conquistó varios títulos nacionales.
El 7 de agosto de 2019, Mancini firmó su primer contrato como entrenador con el club Foggia de la Serie D.
Su breve experiencia como entrenador del Foggia terminó el 2 de septiembre de 2019, cuando renunció después del primer partido de liga, con una derrota por 0-1 ante Fasano.

## Controversia
El 29 de noviembre de 2011, el jugador fue condenado a dos años y ocho meses de cárcel por agredir sexualmente a una modelo brasileña. Los hechos sucedieron en una fiesta celebrada en un local de Milán y organizada por el futbolista Ronaldinho. Mancini ha manifestado en todo momento su inocencia alegando que los hechos fueron consentidos por la modelo a pesar de que ella tenía desgarros vaginales.

## Selección nacional
Fue internacional con la selección de fútbol de Brasil en 7 ocasiones. Debutó el 28 de abril de 2004, en un encuentro amistoso ante la selección de Hungría que finalizó con marcador de 4-1 a favor de los brasileños.

## Clubes

### Como jugador
| Club                      | País   | Año       |
| ------------------------- | ------ | --------- |
| Atlético Mineiro          | Brasil | 1998-2000 |
| Portuguesa Desportos      | Brasil | 2001      |
| São Caetano               | Brasil | 2001      |
| Atlético Mineiro          | Brasil | 2002      |
| Unione Venezia            | Italia | 2003      |
| A. S. Roma                | Italia | 2004-2008 |
| Inter de Milán            | Italia | 2008-2010 |
| A. C. Milan               | Italia | 2010      |
| Inter de Milán            | Italia | 2010      |
| Atlético Mineiro          | Brasil | 2011-2012 |
| Esporte Clube Bahia       | Brasil | 2012      |
| Villa Nova Atlético Clube | Brasil | 2014      |
| América Futebol Clube     | Brasil | 2014-2015 |
| Villa Nova Atlético Clube | Brasil | 2016      |

### Como entrenador
| Club                      | País   | Año  |
| ------------------------- | ------ | ---- |
| Foggia                    | Italia | 2019 |
| Villa Nova Atlético Clube | Brasil | 2020 |

## Palmarés

### Campeonatos regionales
| Título             | Club             | Región       | Año  |
| ------------------ | ---------------- | ------------ | ---- |
| Campeonato Mineiro | Atlético Mineiro | Minas Gerais | 1999 |
| Campeonato Mineiro | Atlético Mineiro | Minas Gerais | 2000 |

### Campeonatos nacionales
| Título              | Club           | País   | Año     |
| ------------------- | -------------- | ------ | ------- |
| Copa de Italia      | A. S. Roma     | Italia | 2006-07 |
| Supercopa de Italia | A. S. Roma     | Italia | 2007    |
| Copa de Italia      | A. S. Roma     | Italia | 2007-08 |
| Supercopa de Italia | Inter de Milán | Italia | 2008    |
| Serie A             | Inter de Milán | Italia | 2008-09 |
| Supercopa de Italia | Inter de Milán | Italia | 2010    |

### Copas internacionales
| Título       | Equipo              | Sede | Año  |
| ------------ | ------------------- | ---- | ---- |
| Copa América | Selección de Brasil | Perú | 2004 |